# Clinodiplosis rosaefoliae
Clinodiplosis rosaefoliae är en tvåvingeart som först beskrevs av Shinji 1939.  Clinodiplosis rosaefoliae ingår i släktet Clinodiplosis och familjen gallmyggor. Inga underarter finns listade i Catalogue of Life.